# U-456
| U-456                      | U-456                                                          | U-456                                                          |
| -------------------------- | -------------------------------------------------------------- | -------------------------------------------------------------- |
|                            |                                                                |                                                                |
|                            |                                                                |                                                                |
|                            |                                                                |                                                                |
| Під прапором               | Третій рейх                                                    | Третій рейх                                                    |
| Спуск на воду              | 21 червня 1941 року                                            | 21 червня 1941 року                                            |
| Виведений зі складу флоту  | 12 травня 1943 року                                            | 12 травня 1943 року                                            |
| Сучасний статус            | затоплений                                                     | затоплений                                                     |
| Проєкт                     |                                                                |                                                                |
| Тип ПЧ                     | Торпедний ДПЧ                                                  | Торпедний ДПЧ                                                  |
| Основні характеристики     |                                                                |                                                                |
| Швидкість (надводна)       | 17,7 вузлів                                                    | 17,7 вузлів                                                    |
| Швидкість (підводна)       | 7,6 вузлів                                                     | 7,6 вузлів                                                     |
| Робоча глибина занурення   | 100 м                                                          | 100 м                                                          |
| Гранична глибина занурення | 220 м                                                          | 220 м                                                          |
| Екіпаж                     | 44 осіб                                                        | 44 осіб                                                        |
| Розміри                    |                                                                |                                                                |
| Довжина найбільша (по КВЛ) | 67,1 м                                                         | 67,1 м                                                         |
| Ширина корпусу найб.       | 6,2 м                                                          | 6,2 м                                                          |
| Висота                     | 9,6 м                                                          | 9,6 м                                                          |
| Середня осадка (по КВЛ)    | 4,70 м                                                         | 4,70 м                                                         |
| Водотоннажність надводна   | 769 т                                                          | 769 т                                                          |
| Озброєння                  |                                                                |                                                                |
| Артилерія                  | одна палубна гармата калібру 88-мм, одна 20-мм зенітна гармата | одна палубна гармата калібру 88-мм, одна 20-мм зенітна гармата |
| Торпедно- мінне озброєння  | 4 носових і один кормовий ТА. 14 торпед або 26 мін             | 4 носових і один кормовий ТА. 14 торпед або 26 мін             |

U-456 — німецький підводний човен типу VIIC, часів  Другої світової війни.
Замовлення на будівництво човна було віддане 16 січня 1940 року. Човен був закладений на верфі суднобудівної компанії «Deutsche Werke AG» у місті Кіль 3 вересня 1940 року під заводським номером 287, спущений на воду 21 червня 1941 року, 18 вересня 1941 року увійшов до складу 6-ї флотилії. Також за час служби входив до складу 11-ї  та 1-ї флотилій. Єдиним командиром човна був капітан-лейтенант Макс-Мартін Тайхерт.
Човен зробив 11 бойових походів, у яких потопив 6 (загальна водотоннажність 31 528 брт) та пошкодив 2 судна.
12 травня 1943 року U-456, пошкоджений торпедою бомбардувальника «Ліберейтор», потонув в Північній Атлантиці північніше Азорських островів (46°39′ пн. ш. 26°54′ зх. д.) після зіткнення з британським есмінцем «Опорт'юн». Всі 49 членів екіпажу загинули.

## Потоплені та пошкоджені кораблі[3]
| Назва                   | Тип            | Належність      | Дата            | Тоннаж (БРТ) | Вантаж                                                                    | Статус     | Місце                                                       |
| Effingham               | вантажне судно | США             | 30 березня 1942 | 6 421        | 4 672 т генеральних вантажів, включаючи вибухівку                         | пошкоджено | 70°28′ пн. ш. 35°44′ сх. д. / 70.467° пн. ш. 35.733° сх. д. |
| HMS Edinburgh           | легкий крейсер | Велика Британія | 30 квітня 1942  | 11 500       | 5 500 т золота                                                            | пошкоджено | 73°09′ пн. ш. 32°45′ сх. д. / 73.150° пн. ш. 32.750° сх. д. |
| Honomu                  | вантажне судно | США             | 5 липня 1942    | 6 977        | 7 000 т харчів, сталі, амуніції та танків                                 | потоплено  | 75°05′ пн. ш. 38°00′ сх. д. / 75.083° пн. ш. 38.000° сх. д. |
| Чайка                   | моторний катер | СРСР            | 22 серпня 1942  | 80           |                                                                           | потоплено  | 73°30′ пн. ш. 54°00′ сх. д. / 73.500° пн. ш. 54.000° сх. д. |
| Jeremiah Van Rensselaer | вантажне судно | США             | 2 лютого 1943   | 7 177        | 9 000 т армійського вантажу                                               | потоплено  | 55°13′ пн. ш. 28°53′ зх. д. / 55.217° пн. ш. 28.883° зх. д. |
| Inverilen               | танкер         | Велика Британія | 3 лютого 1943   | 9 456        | Очищені нафтопродукти                                                     | потоплено  | 56°35′ пн. ш. 23°30′ зх. д. / 56.583° пн. ш. 23.500° зх. д. |
| Kyleclare               | вантажне судно | Ірландія        | 23 лютого 1943  | 700          | Пшениця, цукор, каніфоль, олія                                            | потоплено  | 48°50′ пн. ш. 13°20′ зх. д. / 48.833° пн. ш. 13.333° зх. д. |
| Fort Concord            | вантажне судно | Велика Британія | 3 лютого 1943   | 7 138        | 8 500 т зерна та військових вантажів, в тому числі 4 літаки та вантажівки | потоплено  | 46°05′ пн. ш. 25°20′ зх. д. / 46.083° пн. ш. 25.333° зх. д. |